# Porrittia
Porrittia is een geslacht van vlinders van de familie vedermotten (Pterophoridae).

## Soorten
- P. galactodactyla

Duinvedermot (Denis & Schiffermüller, 1775)
- P. imbecilla (Meyrick, 1925)